# Le Bosc du Theil
Le Bosc du Theil – gmina we Francji, w regionie Normandia, w departamencie Eure. W 2013 roku liczba ludności na terenie obecnej gminy wynosiła 1289 mieszkańców. 
Gmina została utworzona 1 stycznia 2016 roku z połączenia dwóch wcześniejszych gmin: Le Gros-Theil oraz Saint-Nicolas-du-Bosc. Siedzibą gminy została miejscowość Le Gros-Theil.